# バーンズビル (ミネソタ州)
バーンズビル（英語Burnsville）は、アメリカ合衆国ミネソタ州のダコタ郡にある都市。人口は6万4317人（2020年）。ミシシッピ川とミネソタ川が合流する地点の南岸に位置している。ミネアポリスのダウンタウンから南に24キロメートルほど離れた所にあり、ミネアポリス・セントポール都市圏に含まれる。
元々はアイルランド系移民によって開拓された農村だったが、州間高速道路35W号線の建設により飛躍的に発展した。バーンズビルのダウンタウンは「Heart of the City」と呼ばれ、スタイリッシュなショップや分譲マンションなどが立ち並ぶ地域となっている。バーンズビル交通センターは他の5つの郊外の市を結ぶ路線バスを運行する「MVTA」の拠点および本部となっている。
バーンズビルという地名は、アイルランド人の入植者および地主だった「ウィリアム・バーン」に由来する。本来の苗字は「Byrne」だが「Burn」と間違って記録され、また修正される事もなかった。
バーンズビルにはショッピングモールやドッグパーク、クロスカントリーやマウンテンバイクのコース、高低差94メートルのスキー場、ミネソタ川自然保護区など多くの魅力的な施設がある。

## 歴史
ミネソタ川を狩猟などで下ってきたネイティブアメリカンのスー族の支族であるダコダ族(Mdewakanton)がこの地に居住を始めた。Mdewakantonが先祖代々の地であるMille Lacs湖からミネソタ川とミシシッピ川の合流地点に大移動を始めた際に、1750年ごろBlack Dogを酋長とした集団がBlack Dog湖(Black Dogから名を取った湖)とミシシッピ川の間に狭部に村を築いた。その場所は現在のBlack Dog Power Plantがある 。250人以上のダコダ族が居住し始め、初期の開拓者にもこの村が報告されていた。バーンズビルの南端にあるCrystal湖はかつて「Minne Elk」と呼ばれ、豊富な魚が捕れ、娯楽や埋葬などに使用され、Buck Hillからシカなどが水を飲むために集まる場所だった。Buck Hillという名は当時の開拓者達がシカが下りて来る丘として名付けられた 。3つの巨大な墳丘墓が後にヨーロッパからの開拓者によって発見されている。
ダコダ族の村は1851年に譲渡され、Shakopeeを酋長にした村となった。この地は現在はPrior湖近くにあるShakopee-Mdewakanton居留地となっている。最初のヨーロッパからの入植者はアイルランド・スコットランド・ノルウェーからの農民達で、セントポールから下ってきた。そのうちの一人がWilliam Byrneで、1840年にアイルランドのキルケニー県からカナダのハミルトンへ移住してきた一人だった。彼は1855年に現在の郡道34号線とスコット郡の近くにJudicial Roadの交差点(サベージの古いダウンダウンの近く)がある場所に入植し、その後教会・学校・墓地などへ土地を寄付し町の首長にもなった。1858年にダコタ郡委員会が「Byrnsville」を承認し、北はミネソタ川まで、東はイーガン・アップルバレーまで、南はレイクビルまで、西はスコット郡までとした。William Byrneからの名前の由来がスコットランド訛りの「Burns」という苗字との誤認もあり、町の担当者が「Byrnes」を「Burns」と記録してしまったが、1960年の市制となった際に「Burnsville」と綴る事が広まった。学区については現在も同様に管理されている。バーンズビルは議会による境界線の見直しがあるまで元々現在のサベージの南側のダウンタウン(ハミルトンと現在は呼ばれている)場所にあった。アイルランド及びスコットランドの開拓者達の名前が現在でも多く町の道・公園や長老派教会・プロテスタント・カトリックの教会に残されている。
1880年にLewis Juddがクリスタル湖の北側の湖岸に「Lakeside Hotel」を建設し、湖でのレンタルボートも提供した。19世紀にミネアポリスのダウンタウンから長距離にある事が考慮され、1864年に鉄道が通るようになり、レイクビルの近くのCrystal湖・Orchard湖・Marion湖沿いにコテージなどが建設された事からバーンズビルはリゾート地として発展した。The Bloomington Ferryが最初のBloomington Ferry橋を建設するまでフェリーを運航し、1920年にLyndale Avenue Drawbridge(跳ね橋)がBlack Dog湖の隣りに建設され、ミネアポリスの南北高速とミネソタ南部の郊外の町を結ぶ初めての橋となった。その後Lyndale Avenue Drawbridgeは何度かの修復などがされ現在は「I-35W Minnesota River bridge」となった。第二次世界大戦後の建設ラッシュ直前の1950年は人口583人の静かな町で、学校では8学年の生徒が1つの部屋で授業が受けられる程だった。
州間高速道路35W号線が1960年に通るようになってから、第二次世界大戦後の急激な開発の機運の高まりと共に、その後20年はバーンズビルも過去最大の人口増加を後押しされた。ブルーミントンからの合併の試みなどもあったが、1964年に「Byrnesville」として市制が施行された。住宅の建設ラッシュが始まり、当時市長だったConnie Morrisonは住宅地から歩ける距離にショッピングモールを建設する展望を語った。1977年にBurnsville Centerがオープンし、郡道42号線が商業の中心道路となったことからバーンズビルも地方都市として発展した。21世紀に向かう数十年はバーンズビルの人口増加に伴う相互移動手段・多様な建設計画・「Heart of the City」 プロジェクトなどに取り組む事だった。市は1990年代後半より都市計画家に土地の有効活用を試算してもらう「Build-out」方式を活用し始め、新しく開発する方式から再開発する方式へ変更し既存の建築物を復旧・復興するなどした。
Byrne家の子孫はまだ元々の苗字のままミネソタ州に残っている。1960年代にWilliam Byrne小学校に在学した関係者が正しいスペルに直すための嘆願書提出を検討したが、ほとんどの子孫は参加していない。

## 地理
氷河や北アメリカ大陸北部中央にあったアガシー湖の後退によってGlacial River Warrenが形成され、今日のミネソタ川の渓谷となった。バーンズビルの北側の境界線側はミシシッピ川との合流地帯に向かって湿地帯や氾濫原を蛇行しながらミネソタ川が流れている。ミネソタ川の大部分は動植物保護区であるミネソタ川自然保護区となっており、魚類・自然・公園は、連邦政府および州政府が管理している。またバーンズビルには郡庁が管理するBlack Dog and Lower Minnesota River Watershed Districtsがある。
アメリカ合衆国国勢調査局によると、総面積は26.93mi2(69.75km2)で24.91mi2(64.52km2)が陸地で 2.02mi2(5.23km2)が水域である。また州間高速道路35号線が35W号線と35E号線とに市内で分かれ、ほかにミネソタ高速13号線と郡道42号線がある。

## 人口統計
この地にダコタ族のMdewakanton・250人が最初の開拓者でBlack Dog campに定住した。1850年代には東海岸から13植民地の子孫であるOld Stock Americans (en) やフランス系カナダ人などがセントポールに近いダコダ郡の東側に移住してきた。その10年後には、アイルランド・スコットランド・イギリスからの大規模な移民が始まり、1900年代にはスウェーデン・ノルウェイ・デンマークなどの少数のスカンジナビア人が移住してきたが、ほとんどがレイクビルに向かった。ドイツや東ヨーロッパからの移民は少数ではあったがセントポールの南側に移住した。アイルランド移民の子孫達は、元々の移住者であり多くの土地を所有しアイランド人同士の結婚などもあり、1950年代初頭から人口の大部分を占めるようになった。
20世紀初頭までは、ミネソタ川に橋がなかった事や路面電車の開発の遅れから孤立した状態で、川の南からの人の往来が妨げられていたため人口が低い水準で推移していた。一方でCrystal湖やOrchard湖の湖岸に別荘などがあった事から、初期の裕福層が湖岸に集り一時的に移住したり市内の土地を所有していた。
1960年代には、アメリカ合衆国国勢調査局によるとバーンズビルの人口は2,716人だったが、すぐに戦後の成長期によりミネアポリスから第2および第3世代のヨーロッパからの移民の子孫達が町に移住してきた。1960年代から1970年代には人口が20,000人近くに急激に増え、2000年代には約60,000人にまで到達した。
2010年の統計調査
- 人口: 60,306人
  - 24,283世帯
    - 18歳以下の子持ちの世帯: 32.1%%
    - 結婚して一緒に住んでいる世帯: 48.4%
    - 旦那がいない女性の世帯: 11.5%
    - 妻がいない男性の世帯: 4.6%
    - 家族がいない世帯: 35.5%
    - 家族すべてが独立している世帯: 27.6%
    - 65歳以上が一人で住んでいる世帯: 8%

  - 15,656家族
- 平均世帯構成: 2.47人
- 平均家族構成: 3.03人
- 年齢の中央値: 35.9歳
  - 18歳以下: 24.1%
  - 18～24歳: 9%
  - 25～44歳: 28.6%
  - 45～64歳: 26.7%
  - 65歳以上: 11.7%
  - 男女比率: 48.7% 対51.3%
- 人口密度: 2,421.0人/mi2(934.8/km2)
- 1,034.1mi2(399.3km2)当たり25,759の家屋
- 人種構成
  - 白人: 77.5%%
  - アフリカ系: 10.0%
  - ネイティブ・アメリカン: 0.4%
  - アジア系: 5.0%
  - 太平洋諸島系: 0.1%
  - ヒスパニック系およびラテン系: 7.9%
  - その他: 7%

## 経済
バーンズビルで最も雇用の多い企業は、地元の学区を運営するIndependent School District 191である。他には
- Fairview Ridges Hospital
- Sensor Systems
- Northern Tool + Equipment
- ペプシコ
- YRC
- Mackin Educational Resources
- Cub Foods
- Frontier Communications
- AMS Holding

などが雇用の多い企業である。
製造業は市内で2番目に大きな産業である。多くの従業員を持つNorthern Tool + Equipment、Abdallah Candies、UTC Aerospace Systemsなどは市内の南西部および北部の工業地帯にあり、企業の本部や最新の倉庫などがある。サービス業としてはインターネット・マスコミ・不動産業が北側の高速13号線沿いに所在する。ほとんど自動車のディーラーが州間高速道路35W号線沿いに北から南端まで立ち並ぶ。
市内の東西を通る郡道42号線と高速13号線沿いに小さなショップが並ぶ中心エリアがあり、特に郡道42号線沿いのショッピングエリアが市内最大のもので、ショッピングモール、レストラン、雑貨屋、グロサリーなどがある。Burnsville Centerはショッピングエリア最大のモールで、275,703ft2(118,516.7 m2)の広さを誇る。
バーンズビルには15～30分程度で移動出来る多くのアトラクション施設があり、
- Mall of America
- Valleyfair Amusement Park
- Buck Hill Ski Area
- ミネアポリス・セントポール国際空港
- セントポールのダウンタウン
- ミネアポリスのダウンタウン

などである。また近隣のアップルバレー・ブルーミントン・レイクビル・サベージなどにもショッピングエリア・湖・公園などが多くある。
Heart of the City

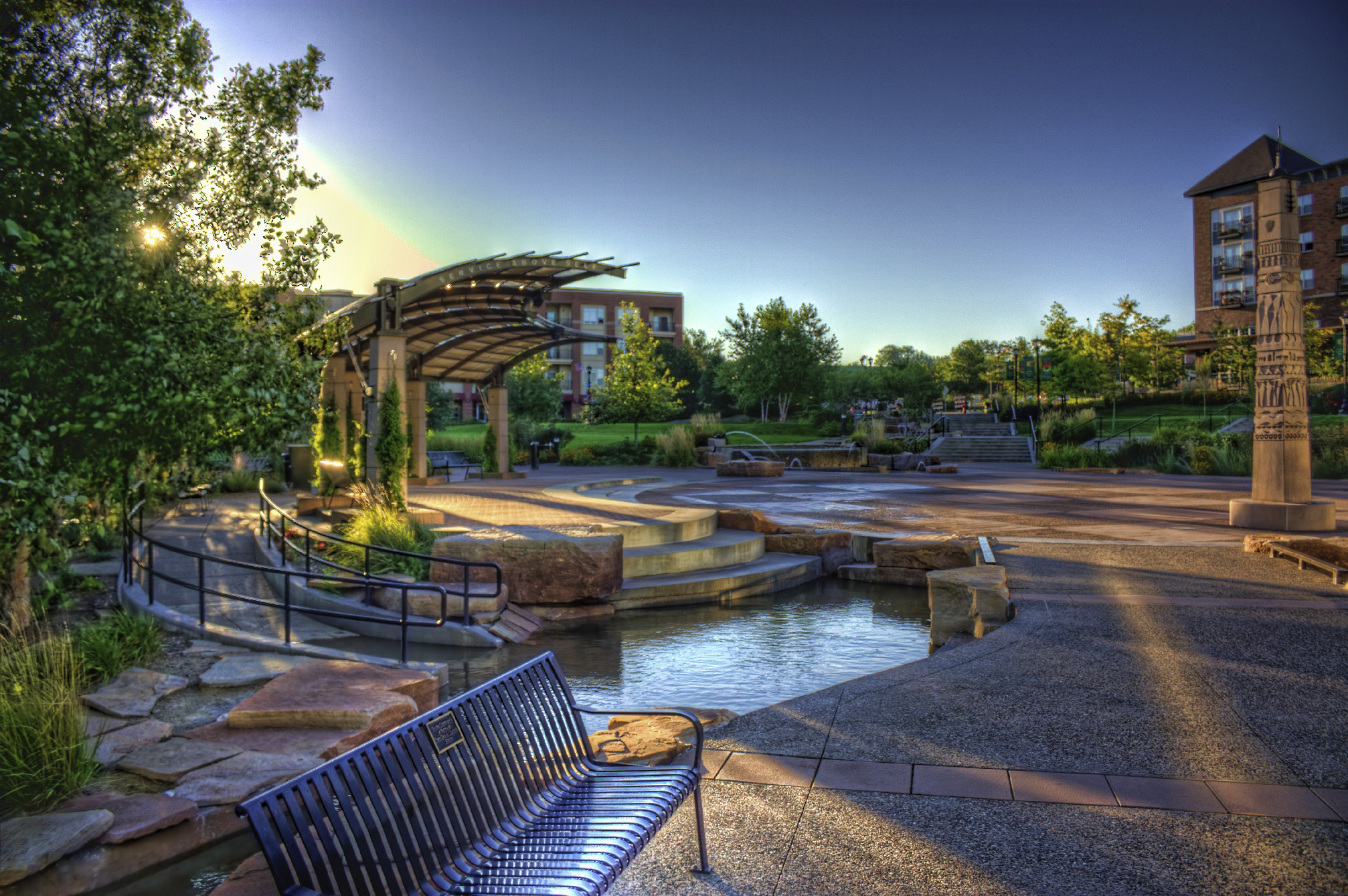
Nicollet Commons Park: バーンズビルの「Heart of the City」プロジェクトは「Smart Growth」によるダウンタウン開発プロジェクトである

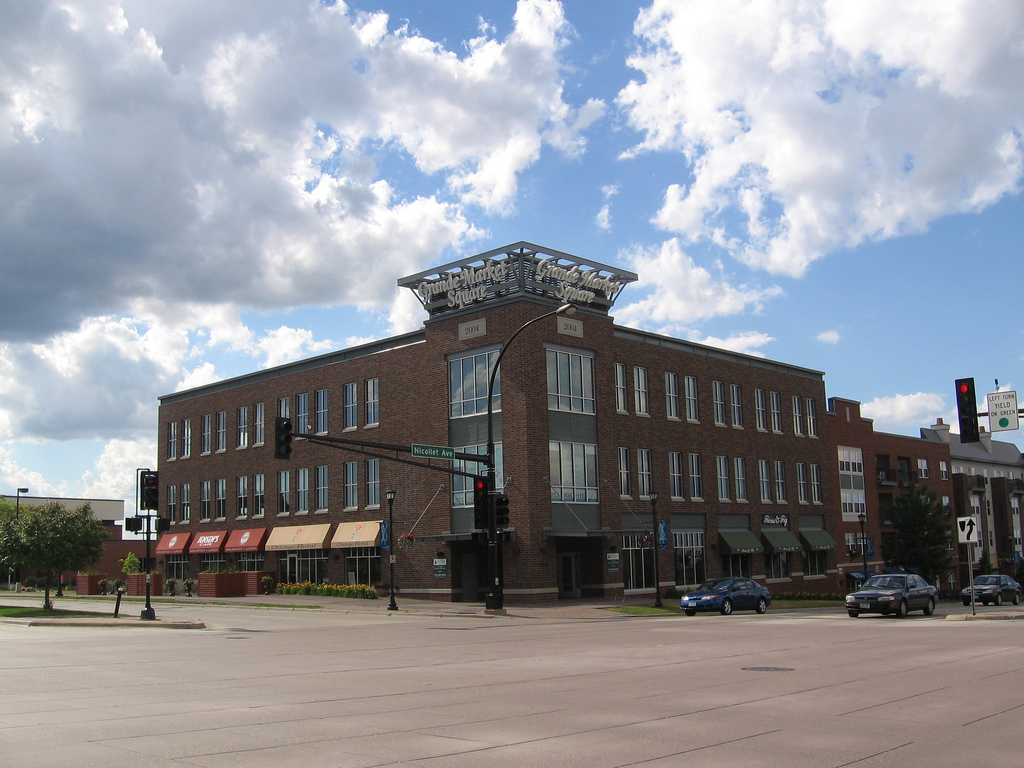
Nicollet AvenueにあるGande Market Squareは「Heart of the City」の拠点である。

バーンズビルの「Heart of the City」プロジェクトは、持続可能な地方の経済的ビジネスを元に魅力的で活気があり歩行者に優しい環境を伴った「Smart Growth」 (en) によるダウンタウン開発プロジェクトで、4エーカー(220,000m2)の広さを持ち、ミネソタ川から南に数マイルの市の中心部にある。
町並みを伝統的な郊外の建物に立て替えており、古いガソリンスタンドや複合施設のある4階建てのマンションなどがあり、かつてのメイン通りを彷彿とさせる。
Nicollet Ave.にあるNicollet Commons Parkはプロジェクトの中心的存在であり、完了している初期のプロジェクトにより多くの住人を引き寄せている。またショッピングモールがNicollet Ave.の東側にある。
Ames Performing Arts Centerは、総数1150席を擁する劇場などを含むポストモダン様式の複合施設で、2009年1月にオープンしたが2007年の建設承認の際は最も議論された議題であった。Nicollet Ave.とBurnsville ParkwayにあるGrande Market Squareはプロジェクトの拠点であり、Doron Jensen (en) 公認のレストランなどがある。

## 芸術・文化・メディア
Ames Performing Arts CenterはHeart of the City内の12600 Nicollet Ave.にあり、2つの劇場(メインの1,000席があるProscenium Stageと150席のBlack Box)を持つ。ロビーは2階建ての総ガラス張りになっており、Nicollet Commons Park、Minnesota River Valley、Minneapolis skylineを見渡す事が出来る。The art galleryは2,000ft2(190m2)の広さを持ち、毎年8つのギャラリーで展示を行っている。 The art missionは地元の新進気鋭のプロのアーティスト達の視覚芸術の作品を集めディスプレイにて展示している。また劇場とThe art galleryには会議室とリハーサルルームがある。Ames Performing Arts Centerではクラシック音楽からコメディ、ジャズからクリスチャン・ロック、カントリー・ミュージックからロックまでと幅広く、地元の芸術集団やツアーアーティストの公演もあり、パーティー用の会場や特別なイベントや受付などに使えるスペースもある。
市内に美術館がなかった頃は、唯一の芸術施設だったLake Alimagnet Center for the Artsにて開催していた。市内の東側のAlimagnet湖にあり、アートや非営利グループなどにコミュニティスペースとして提供していた。またバーンズビルは若者や10代の活動家の地域的リーダーとしての役割も果たしており、GARAGE Youth CenterはCity Hallの近くにあり、国内・国外問わず音楽活動を行う非営利音楽クラブとティーンセンターがある。
毎年8月もしくは9月に「Burnsville Fire Muster」を開催している。1980年から始まったが、元々は1970年代に地元の消防装置のコレクターがショーやパレードを行っていたのが由来である。伝統的にニューイングランドの消防士の制服を着て、大規模なパレードやコンサートや花火が行われる。2004年には代々同名を受け継がれてる一族を紹介するイベントと消防車のパレードについて、ギネスの「The longest of its kind in the world」に当時の記録として認定された。
市内の家や企業には同じTV番組、ニュース、ケーブルTVをComcastとTime Warner Cableがサービスを提供している。Burnsville Community Television(略称BCTV)は市内の公共の情報などを提供してる。Burnsville Sun Current and Thisweek Newspapersは地元のニュースを提供しており、Minneapolis Star Tribune はミネソタ川の南側の地域向けのニュースを提供する「South section」を創設した。

## 公園およびレクレーション
市内には総面積730ヘクタールとなる79箇所の公園があり「公園・トレイル計画」に基づいてバーンズビル公園局が管理しているが、1/3程度が開発途中かレクレーション用の残された自然保護区となっている。バーンズビルの北側はミネソタ川との境界になっているが「ミネソタ川自然保護区」の中にある。クリスタル湖は市内のメインのレクレーション地域となっており、ボート、魚釣り、ジェットスキー、遊泳などが楽しめる。「バーンズビル・スケートパーク」は夏場は無料の施設として楽しめる。「バーンズビル・アイスセンター」は2つのプロ用のアイスリンクを持っている。
「バーンズビル・アスレチッククラブ」はボランティアによる若者向けのスポーツリーグであり、年に一度の大会に約1,300人のプレイヤーが参加し
- 80～90人のK12年生が参加する野球
- 2～8年生約400人が参加するフラッグフットボール
- 遠征を含む男子・女子のバスケットボール
- 同州から同じレベルのチームと対戦する、より高いレベルの8年生によるアメリカンフットボール

などがある。また大人向けのスポーツとして、市のレクレーション部門や民間のレクレーション団体、マイナーリーグのグループなどがある。

## 政治

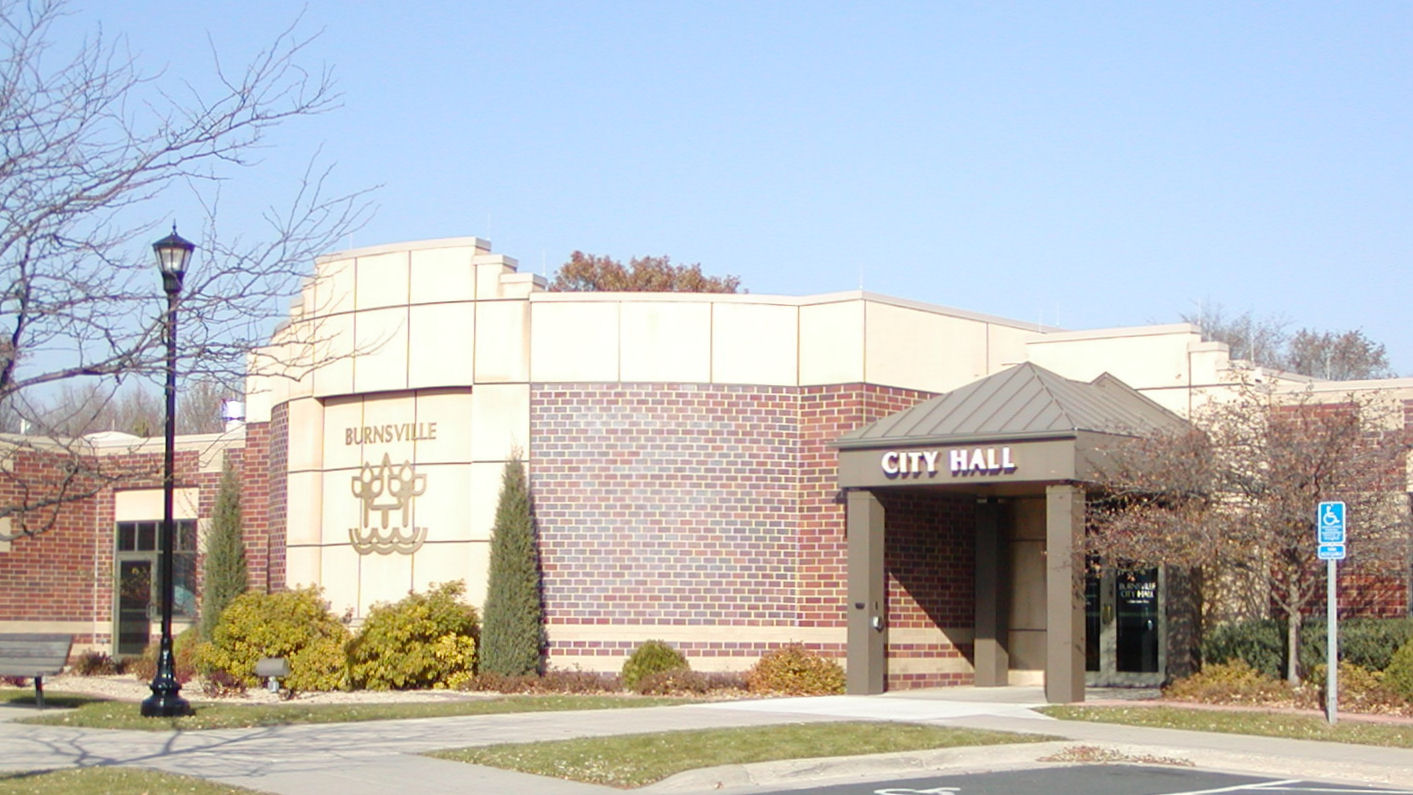
Burnsville City Hall

バーンズビルはミネソタ議会の下で「Statutory Plan B」制で運営され、選挙によって選出された市長および4人の代議員で構成されている。4人の代議員は4年毎に選挙が行われる。市長の任期は2000年に2年から4年に変更された。市の職員を含めた行政の仕事はCity Managerが責任者となる。ミネアポリス・セントポール都市圏で大きな人口を持つ市として、Metropolitan Councilに対してインフラや開発に関する進捗の詳細をComprehensive Planとして定期的に提出している。
市長だったKen Wolf(民主党系)が州議会の下院議員(41B選挙区)に出馬したため、1994年よりElizabeth B. Kautzが市長となった。Kautz市長は消防に関する革新的な活動と財政管理が評価され6回の選挙を勝ち抜き14年以上市長を務めている。自身の自叙伝にはバーンズビルの負債削減、インフラの改善、適切な時期の減税、新しい若者向けの施設の開設、Minnesota Valley Transit Authority設立などを挙げている。
Kautz市長の大きな再開発プロジェクトの1つが「Heart of the City」であり、Burnsville ParkwayとNicollet Avenueの近くに交差した商業エリアを作るという地域ヴィジョンに基づいたものである。2008年の市長選で立候補に1000席もあるArts Centerを芸術に対して間違った使用がされていると指摘されたが、再選を果たしている。
アメリカ合衆国議会の上院及び下院については、
- 上院議員
  - Jim Carlson(選挙区51、民主党系)
  - Dan Hall (選挙区56、共和党系)
- 下院議員
  - Sandra Masin (選挙区51A、民主党系)
  - Drew Christensen (選挙区56A、共和党系)
  - Roz Peterson (選挙区56B、共和党系)

が選出されている。
ミネソタ州議会の下院は第2選挙区になり、共和党系のJason Lewisが選出されている。

## 教育
バーンズビルの学校はBurnsville Independent School District 191により運営されており、近郊のサベージやイーガンの一部も含まれている。
9～12年生の高校:
- Burnsville High School
- Cedar Alternative High School

6～8年生の中学校:
- Eagle Ridge Middle School (サベージ内)
- John Metcalf Middle School
- Joseph Nicollet Middle School

小学校:
- Harriet Bishop (サベージ内)
- Edward D. Neill
- Gideon Pond
- Hidden Valley (サベージ内)
- Marion W. Savage (サベージ内)
- Rahn
- Sioux Trail
- Sky Oaks elementary school
- Vista View
- William Byrne

バーンズビルの生徒のうち20%ほどがIndependent School District 196が運営する学校に通っており、アップルバレーにあるApple Valley High SchoolやValley Middle Schoolや、バーンズビル内でIndependent School District 196が運営するEcho Park Elementary Schoolに通っている。
また10%の生徒はIndependent School District 194が運営する学校に通っており、レイクビルにあるLakeville North High School, Kenwood Trail Middle School, Orchard Lake Elementaryに通っている。
プリスクール及び早期児童学校
- Parents' Choice For Kids Preschool and Childcare
- American Montessori
- Anna's Bananas Daycare
- Child Development and Learning Center
- Destiny Christian Academy
- KinderCare

## インフラ
バーンズビルは郊外のベッドタウンとして発展しており、ランチ様式の平屋の家屋やスキップフロア様式の家屋が、多くの高速よりも早く完成した州間高速道路35W号線が出来た事により1960年代に多く建設された。1990年代には高級住宅や複合アパートの建設が進み、2000年代には多くの4階建てのマンションが再開発の一環として多く建設された。
特に新しいダウンタウンエリアである「Heart of the City」には住居と店舗の複合ビルが建設され、小さな家族向けから高層マンションまで幅広い層向けとなっている。また市の開発が無秩序の拡大したスプロール現象となったため、新しいものと古いものが混在した状態となっている。ミネソタ川沿いにある元々の古い産業地区は封鎖された埋め立て地を含めほとんど使われておらず、新しい産業地区は市の東側にあり、多くの製造業や企業の本社が最新の倉庫と共に立ち並び、西側の新しいダウンタウンには10階建てのビルを含め新しいオフィスビルがある。

## 交通
MVTAが地域のバスを運営しており、モール・オブ・アメリカ、ミネアポリスとセントポールのダウンタウンなどへ運行している。市内の主な通勤手段は自家用車である。州間高速道路35号線が品で35W号線(ミネアポリスのダウンタウン方面)と35E号線(セントポールのダウンタウン方面)に別れ、35E号線はBurnsville　Parkway、郡道42号線、州高速13号線へと繋がっている。郡道42号線と州高速13号線は西と東のアクセル道路となっており、サベージの西の郊外およびイーガンとアップルバレーの東の郊外を結ぶ。また市内の主な幹線道路としては
- Nicollet Ave.
- McAndrews Road(East 138th Street)
- 郡道5号線(Kenwood Trail)
- 郡道11号線
- Portland Ave.
- Southcross Drive
- Lac Lavon Drive

などがある。

## 公共事業および病院
- 水道
  - Burnsville Public Works (ミネソタ川からではなく井戸から水道を市内全域に供給)
- 電気
  - Dakota Electric Association
  - Minnesota Valley Electric Cooperative
  - Xcel Energy
- ガス
  - Centerpoint Minnegasco.
- 電話およびインターネット・サービス
  - Frontier Communications
  - Qwest

また病院はFairview Ridges HospitalがNicollet Ave.沿いのCity Hallの南側にあり、24時間体制および救急・手術・整形外科および小児科があり、幾つかのクリニック及び研究機関がある。また近くにPark Nicollet Health Servicesもある。

## 著名人
- コール・オルドリッチ: NBAミネソタ・ティンバーウルブズの選手(バーンズビルで生まれたが、幼少期にブルーミントンに転居)
- Brock Boeser: NHLバンクーバー・カナックスの選手
- Dropping Daylight: ロックバンド, music band
- Breanne Düren: アウル・シティーの女性ボーカル・ソングライター・ツアーキーボディスト
- Sara Groves: コンテンポラリー・クリスチャン・ミュージックの歌手・プロデューサー
- Gao Hong: 中国琵琶の演者
- Doron Jensen: Timber Lodge Steakhouseの創立者
- Kristina Koznick: 元ワールドカップ・スキーレーサー
- Trevor Laws: NFLフィラデルフィア・イーグルスおよびロサンゼルス・ラムズ(当時はセントルイス・ラムズ)のディフェンシブ･タックル[36]
- Mike Lundin: NHLオタワ・セネターズの元選手[37]
- Kirsten Olson: 元フィギュアスケート選手で女優
- Laura Osnes: ブロードウェイ女優(バーンズビルで生まれたが、イーガンで育つ)
- Melissa Peterman: 女優
- James Ruffin: 元NFLのディフェンシブ・ラインマン
- Randy Scheunemann: ワシントンのロビイスト及び2008年大統領選挙時のジョン・マケイン候補のアドバイザー
- シング・イット・ラウド: ロックバンド
- リンゼイ・ボン(née Kildow): アルペンスキーのアメリカ代表で、2008年のワールドカップ総合チャンピオン
- Nicolas Eugene Walsh: ローマカトリックの司祭
- セドリック・ヤーブロー: 俳優